# アズワン
アズワン株式会社（AS ONE CORPORATION.）は、研究用機器ならびに計測機器・科学機器の販売を行う企業。本社を大阪府大阪市西区江戸堀に置く。1933年創業。

## 沿革
- 1933年（昭和8年）- 井内盛栄堂商舗として創業[1]。
- 1962年（昭和37年）6月1日 - 大阪市北区に株式会社井内盛栄堂を設立[1]。
- 1995年（平成7年）11月 - 日本証券業協会（現・JASDAQ）に店頭登録[1]。
- 1999年（平成11年）12月 - 東京証券取引所、大阪証券取引所各市場第二部に上場[1]。
- 2001年（平成13年）
  - 3月 - 東京証券取引所、大阪証券取引所各市場第一部に上場[1]。
  - 8月 - アズワン株式会社に社名変更[1]。
- 2005年（平成17年）1月 - 株式会社アーンスト・ハンセン商会（現・ニッコー・ハンセン）を子会社化[1]。
- 2007年（平成19年）9月 - 三共医療機株式会社の全株式を売却[1]。
- 2010年（平成22年）11月 - ニッコー・ハンセンを100%子会社化[1]。
- 2018年（平成30年）
  - 3月 - 株式会社トライアンフ・ニジュウイチを子会社[1]。
  - 8月 - 株式会社トライアンフ・ニジュウイチを100%子会社化[1]。
- 2023年（令和5年）7月 - 株式会社カスタムを100%子会社化[1]。

## 関連会社
- 井内物流株式会社
- ニッコー・ハンセン株式会社
- 亜速旺（上海）商貿有限公司
- AS ONE INTERNATIONAL, INC.
- 株式会社トライアンフ・ニジュウイチ
- 株式会社カスタム